# Großstadtkinder — Zwischen Spree und Panke
Großstadtkinder – Zwischen Spree und Panke ist ein in unmittelbarer Folge von Heinrich Zilles Tod (August 1929) entstandener deutscher Stummfilm, der sich ganz auf das „Milljöh“ des berühmten Künstlers bezieht. Regie führte Arthur Haase.

## Handlung
Der Film versteht sich als Sittenbild aus dem verkommenen Berliner Großstadtdschungel und beruft sich dabei ganz auf Zilles entsprechende Charakterzeichnungen. Demzufolge zeigt er zunächst Bilder, “wo in engen Gassen Armut, Not und Elend zu Hause sind. – Hier lebte Prof. Heinrich Zille, der große Künstler und noch größere Mensch. Er kannte alle und half allen”. In das Abbild dieser Lebenswelten wurde eine kleine Rahmenhandlung der titelgebenden Großstadtkinder eingeflochten. In ihrem Mittelpunkt steht der kleine Steppke, Inbegriff des aufgeweckten Berliner Jungen, der schon frühzeitig lernen muss, auf eigenen Beinen zu stehen und sich im Großstadtdschungel, in dem einen niemand etwas schenkt, durchzuschlagen. Von seiner überforderten Mutter an den gutmütigen Schiefke, seines Zeichens Droschkenkutscher, zur Pflege abgegeben, soll Steppke nun dessen Haushalt führen.
Doch bald befindet sich Schiefke selbst in einer Schieflage: Die motorisierten Fahrzeuge machen sein altes Pferdefuhrwerk überflüssig, und er muss seinen alten Gaul, die liebgewonnene Liese, nolens volens verkaufen. Als Schiefke mit Steppke in der Vorweihnachtszeit einen Christbaum erwerben wollen, geht der kleine Steppke verloren und irrt nun ziellos durch Berlins Großstadtdschungel herum. Doch Berlin ist nicht nur die Stadt des Elends und der Arbeitslosenheere, es gibt auch hilfreiche Leute wie die hier gezeigte junge, vermögende Dame, die sich ganz der Wohlfahrt verschrieben hat, und ein ebenfalls noch recht junger Arzt, der gleichfalls hilft, wo er nur kann. Beide werden zu Steppkes wie Schiefkes Rettungsanker, und die junge Dame bietet dem alternden Droschkenkutscher und seinem Ziehsohn endlich so etwas wie Sicherheit und vor allem: ein Heim.

## Produktionsnotizen
Großstadtkinder – Zwischen Spree und Panke entstand im September 1929 in Budapest, passierte die Filmzensur am 3. Dezember desselben Jahres und wurde drei Tage darauf in mehreren Berliner Lichtspieltheatern uraufgeführt. Die Länge des allgemein zugelassenen Sechsakters betrug 1839 Meter.
Produzent Arthur Haase übernahm auch die Produktionsleitung, die Filmbauten gestalteten Robert A. Dietrich und Fritz Willi Krohn.

## Kritiken
Regelrecht wütend kritisierte Otto Nagel in Berlin am Morgen unter der Überschrift „Mißbrauch von Zilles Namen“: „Der ‚Film‘ übertrifft die schlimmsten Erwartungen. Die Bezeichnung Kitsch ist für dieses elende Machwerk viel zu hoch gegriffen. Er ist aus alten Filmen zusammengeschnitten und durch etwas neugedrehten Kitsch ergänzt. Eine Unverschämtheit, dieses Zeug mit dem Namen Zilles in Zusammenhang zu bringen!“.
Auch Hans Otto Henel kritisierte das spekulative Zunutzemachen von Zilles Tod in diesem filmischen Schnellschuss und schrieb in der Leipziger Volkszeitung: „Es ist nicht zu bestreiten, dass in dem Film Großstadtkinder als Zwischentitel eine Menge Zille-Witze stehen, wortwörtlich den Büchern und Zeichnungen Zilles entnommen. Aber sie wirken saftlos und fremd, weil die Figuren Heinrich Zilles dazu fehlen. Das ist nicht ‚sein Milljöh‘, sondern eine Liebesgeschichte aus der ‚Gartenlaube‘, die passend ‚Mein Goldjunge‘ zu betiteln wäre. Heinrich Zille hat das furchtbare Bild von der Mutter, die mit dem Kinde ins Wasser geht, nicht gezeichnet, damit das Kind eine filmische Auferstehung erlebt mit Tortenfresserei, Samtkleid, Gebet und Adoptierung durch ein reiches Liebespaar.“.
Im Film-Journal hieß es deutlich positiver: „Der Film, nach Motiven und Erlebnissen Zilles, soll ein Denkmal für den großen Künstler und sein ‚Milljöh‘ sein. (…) Der Film zeigt eine Reihe sehr netter, gut gemachter Szenen.“.